# Epirhyssa melampyge
Epirhyssa melampyge är en stekelart som beskrevs av Porter 1978. Epirhyssa melampyge ingår i släktet Epirhyssa och familjen brokparasitsteklar. Inga underarter finns listade i Catalogue of Life.